# Let Me Be the One (chanson des Shadows)
Pour l’article homonyme, voir Let Me Be the One.
Chansons représentant le Royaume-Uni au Concours Eurovision de la chanson
Long Live Love
(1974) Save Your Kisses for Me
(1976)
Let Me Be the One (« Laisse-moi être celui ») est la chanson représentant le Royaume-Uni au Concours Eurovision de la chanson 1975. Elle est interprétée par The Shadows.

## À l'Eurovision
La chanson britannique pour le Concours Eurovision de la chanson 1975 a été sélectionnée au moyen d'une finale nationale organisée par la British Broadcasting Corporation (BBC).
Lors de l'Eurovision elle est intégralement interprétée en anglais, langue nationale, le choix de la langue étant toutefois libre entre 1973 et 1976. L'orchestre pour la chanson est dirigé par Alyn Ainsworth.
La chanson est la neuvième de la soirée, suivant Dan ljubezni interprétée par Pepel in Kri pour la Yougoslavie et précédant Singing This Song interprétée par Renato Micallef pour Malte. À la fin des votes, elle obtient 138 points et se classe deuxième des 19 participants.

## Classements
| Classement (1975)                      | Meilleure position |
| -------------------------------------- | ------------------ |
| Allemagne (Media Control AG)           | 47                 |
| Belgique (Flandre Ultratop 50 Singles) | 21                 |
| Danemark (Top 10)                      | 1                  |
| France (IFOP)                          | 40                 |
| Irlande (IRMA)                         | 10                 |
| Norvège (VG-lista)                     | 2                  |
| Royaume-Uni (UK Singles Chart)         | 12                 |